# Orquestra Filarmônica de Dresden
A Orquestra Filarmônica (português brasileiro) ou Filarmónica (português europeu) de Dresden ou, na sua forma portuguesa, de Dresda (em alemão: Dresdner Philharmonie) é uma orquestra sediada na cidade de Dresden, na Alemanha. Foi fundada em Novembro de 1870 e adquiriu seu atual nome em 1915. Seu atual regente titular é o maestro espanhol Rafael Frühbeck de Burgos.

## Regentes titulares
- Michael Sanderling (2011-presente)
- Rafael Frühbeck de Burgos (2004-2011)
- Marek Janowski (2001–2004)
- Michel Plasson (1994–2001)
- Jörg-Peter Weigle (1986–94)
- Herbert Kegel (1977–1985)
- Günther Herbig (1972–1976)
- Kurt Masur (1967–1972)
- Horst Förster (1964–1967)
- Heinz Bongartz (1947–1964)
- Gerhart Wiesenhütter (1945–1946)
- Carl Schuricht (1942–1944)
- Paul van Kempen (1934–1942)
- Werner Ladwig (1932–1934)
- Paul Scheinpflug (1929–1932)
- Eduard Mörike (1924–1929)
- Joseph Gustav Mraczek (1923–1924)
- Edwin Lindner (1915–1923)
- Willy Olsen (1903–1915)
- August Trenkler (1890–1903)
- Ernst Stahl (1886–1890)
- Michael Zimmermann (1885–1886)
- Hermann Mannsfeldt (1870–1885)